# Platycoelia marginata
Platycoelia marginata är en skalbaggsart som beskrevs av Hermann Burmeister 1844. Platycoelia marginata ingår i släktet Platycoelia och familjen Rutelidae. Inga underarter finns listade i Catalogue of Life.